# Bruchidius lindbergi
Bruchidius lindbergi là một loài bọ cánh cứng trong họ Bruchidae. Loài này được Hoffmann miêu tả khoa học năm 1961.